# 细柄黄耆
细柄黄耆（学名：Astragalus gracilipes）为豆科黄芪属的植物。分布在巴基斯坦、印度以及中国大陆的西藏等地，生长于海拔3,700米至4,700米的地区，多生长在山谷，目前尚未由人工引种栽培。